# Phổ nhìn thấy được

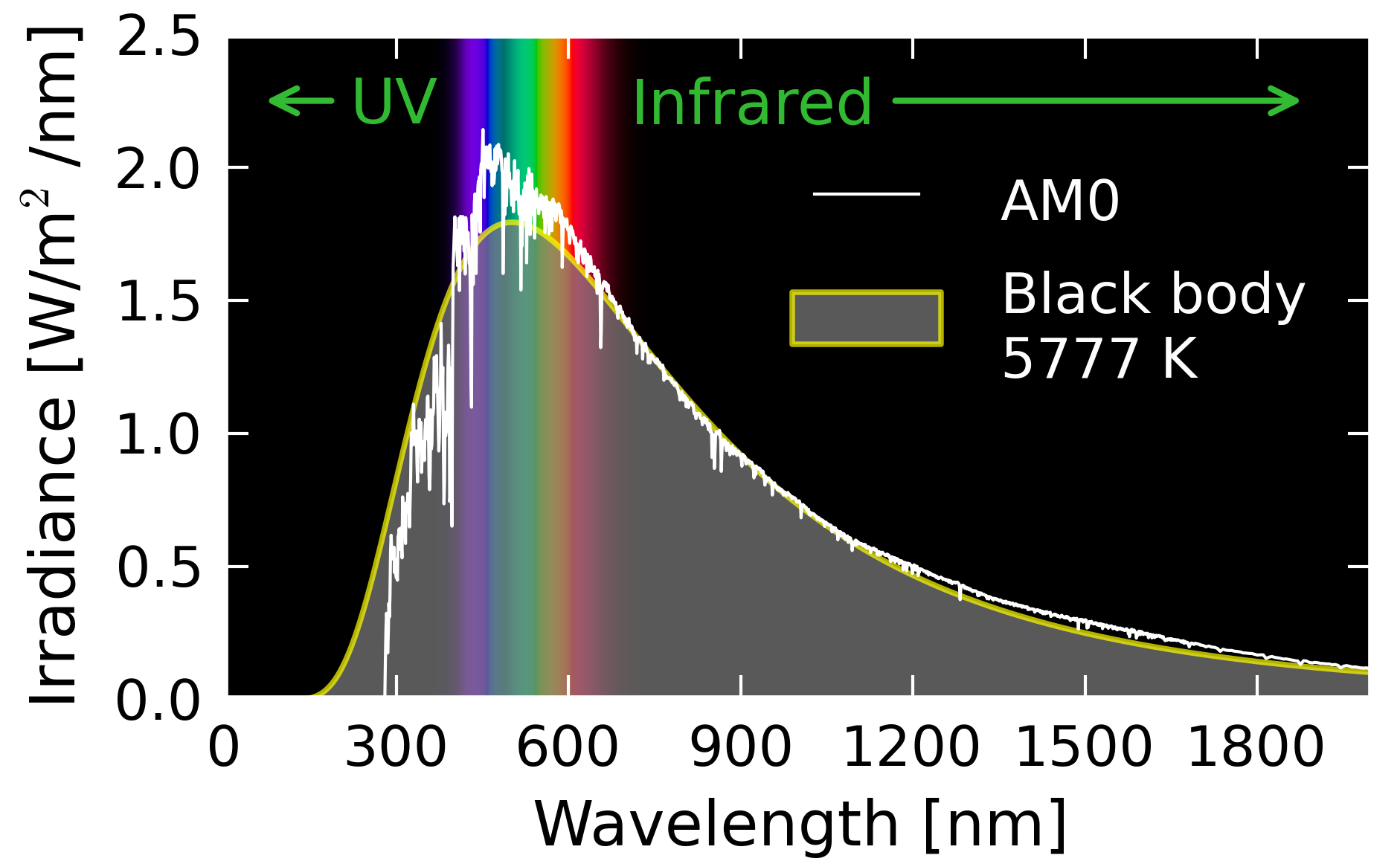
Các loại bức xạ đo được từ Mặt Trời. Trong đó phổ nhìn thấy được là loại mạnh nhất

Phổ có thể nhìn thấy được hay Ánh sáng khả kiến là một phần của quang phổ điện từ có thể nhìn thấy bằng mắt thường. Bức xạ điện từ trong phạm vi các bước sóng được gọi là nhìn thấy được ánh sáng hay đơn giản là ánh sáng. Mắt người điển hình có thể nhìn thấy bức xạ điện từ có bước sóng từ khoảng 380-760 nm. Về mặt tần số, điều này tương ứng với một dải tần số trong khoảng 400-790 THz. Một con mắt thích nghi với ánh sáng thường có độ nhạy tối đa của nó vào khoảng 555 nm (540 THz), tương ứng khu vực màu xanh của quang phổ quang học.
Tuy nhiên, phổ này không chứa tất cả các màu sắc mà mắt con người và não bộ có thể phân biệt được. Các màu sắc không bão hòa như màu hồng, hoặc các biến thể màu tím như màu đỏ tươi chẳng hạn thì không nhìn thấy bởi vì chúng chỉ có thể được thực hiện bởi một kết hợp của nhiều bước sóng.

## Lịch sử
Vào thế kỉ 13, Roger Bacon đã đưa ra giả thuyết rằng cầu vồng được tạo ra bằng một quá trình tương tự khi ánh sáng đi qua thủy tinh.
Vào thế kỉ 17, Isaac Newton đã phát hiện ra rằng các lăng kính có thể tách và gộp ánh sáng trắng, và đã mô tả hiện tượng này trong quyển sách của ông có tên Opticks. Ông đã sử dụng thuật ngữ spectrum (Latin là quang phổ cho sự xuất hiện) trong bối cảnh này, được xuất bản năm 1671 khi mô tả các thí nghiệm quang học. Newton đã quan sát rằng, khi một chùm ánh sáng mặt trời hẹp va chạm vào một bề mặt lăng kính thủy tinh với một góc nhất định, một vài tia phản xạ và một vài tia xuyên vào bên trong và thoát ra khỏi lăng kính tạo thành nhiều kênh màu khác nhau. Newton đã giả thiết rằng ánh sáng được cấu tạo bởi nhiều hạt với nhiều màu sắc khác nhau. Do sự khác biệt về màu sắc ánh sáng di chuyển với tốc độ khác nhau trong vật chất trong suốt, ánh sáng đỏ di chuyển nhanh hơn ánh sáng tím trong thủy tinh. Kết quả là ánh sáng đỏ bị bẻ cong (khúc xạ) ít hơn so với ánh sáng tím khi xuyên qua lăng lính tạo ra quang phổ nhiều màu sắc.
Ban đầu, Newton đã chia quang phổ thành 6 màu có tên là: đỏ, cam, vàng, lục, lam, và tím. Sau đó, ông thêm màu chàm là màu thứ 7 vì ông tin rằng số 7 là một số hoàn hảo có nguồn gốc từ giáo sĩ Hy Lạp cổ đại, thể hiện sự liên hệ giữa màu sắc với 7 nốt nhạc, 7 thiên thể đã được biết đến trong Hệ Mặt Trời lúc đó, và 7 ngày trong tuần. Mắt người tương đối không nhạy cảm với tần số của màu chàm, và một vài người có tầm nhìn tốt không thể phân biệt được màu chàm với các lam và tím. Vì lí do này, một vài nhà bình luận sau đó, bao gồm cả Isaac Asimov, đã đề nghị rằng màu chàm không nên xem là một màu riêng mà là một phần giữa lam hoặc tím. Bằng chứng cho thấy rằng những gì Newton đề cập về "chàm" và "xanh" không khớp với những ý nghĩa hiện đại về màu sắc. Khi so sánh quan sát của Newton trên lăng kính màu với hình ảnh màu của quang phổ nhìn thấy cho thấy rằng "màu chàm" tương ứng với màu mà ngày nay gọi là xanh lam, trong khi đó màu "xanh lam" ông mô tả tương ứng với màu xanh lơ.
Đến thế kỉ 18, Johann Wolfgang von Goethe đã viết về phổ quang học trong quyển sách của ông có tên Lý thuyết về màu sắc. Goethe sử dụng từ quang phổ (Spektrum) để ám chỉ dư ảnh quang học ma thuật, như Schopenhauer trong quyển On Vision and Colors. Goethe cho rằng quang phổ liên tục là một hiện tượng tổng hợp. Trong khi đó, Newton đã thu hẹp chùm ánh sáng để cô lập hiện tượng, Goethe đã quan sát rằng khẩu độ rộng hơn không tạo ra một quang phổ mà tạo ra rìa của màu vàng-đỏ và xanh lơ-lam có màu trắng ở giữa. Quang phổ chỉ hiển thị khi rìa của các màu này đủ gần để chồng lên nhau.
Vào thế kỉ 19, khái niệm về quang phổ nhìn thấy trở nên rõ ràng hơn, khi ánh sáng ở ngoài vùng nhìn thấy được phát hiện và được đặc trưng hóa bởi William Herschel với hồng ngoại và Johann Wilhelm Ritter với cực tím, Thomas Young, Thomas Johann Seebeck, và những người khác.
Young đã đo đạc được các bước sóng của những màu khác nhau năm 1802.

## Con mắt của các loài vật
Nhiều loài có thể nhìn thấy ánh sáng từ các tần số bên ngoài "phổ nhìn thấy được" của con người. Ong và nhiều loài côn trùng khác có thể "nhìn" thấy ánh sáng cực tím, giúp nó tìm thấy mật trong hoa. Các loài thực vật phụ thuộc vào sự thụ phấn của côn trùng đẻ sinh sản thường tỏa ra ánh sáng cực tím một cách nổi bật chứ không chỉ màu sắc mà mắt người vẫn thấy. Chim cũng có thể nhìn thấy trong tia cực tím (300-400 nm), và một số loài thậm chí còn đánh dấu chủ quyền bạn tình bằng các dấu vết thấy trong dải tia cực tím. Mặc dù rất nhiều loài động vật có thể thấy cực tím nhưng lại không thể thấy ánh sáng đỏ hoặc quang phổ có tính "đỏ" nào khác. Điển hình như dải quang phổ mà loài ong thấy kết thúc ở khoảng 590 nm, ngay trước khi bước sóng màu cam bắt đầu. Tuy nhiên, chim có thể nhìn thấy một số bước sóng đỏ, nhưng không nhiều bằng con người. Người ta thường nói cá vàng có thể thấy được cả tia cực tím lẫn tia hồng ngoại, tuy nhiên điều này không đúng vì chúng không có khả năng nhìn thấy tia hồng ngoại. Tương tự như vậy, chó thường được cho là mù màu nhưng thực sự chúng khá nhạy cảm với màu sắc, nhưng vẫn không thể nhiều bằng con người.

## Màu của phổ
| kết xuất sRGB của quang phổ ánh sáng khả kiến | kết xuất sRGB của quang phổ ánh sáng khả kiến | kết xuất sRGB của quang phổ ánh sáng khả kiến | kết xuất sRGB của quang phổ ánh sáng khả kiến |
| Màu                                           | Bước sóng                                     | Tần số                                        | Năng lượng photon                             |
| --------------------------------------------- | --------------------------------------------- | --------------------------------------------- | --------------------------------------------- |
| Tím                                           | 380–450 nm                                    | 680–790 THz                                   | 2.95–3.10 eV                                  |
| Xanh dương                                    | 450–485 nm                                    | 620–680 THz                                   | 2.64–2.75 eV                                  |
| Xanh lơ                                       | 485–500 nm                                    | 600–620 THz                                   | 2.48–2.52 eV                                  |
| Xanh lục                                      | 500–565 nm                                    | 530–600 THz                                   | 2.25–2.34 eV                                  |
| Màu vàng                                      | 565–590 nm                                    | 510–530 THz                                   | 2.10–2.17 eV                                  |
| Màu cam                                       | 590–625 nm                                    | 480–510 THz                                   | 2.00–2.10 eV                                  |
| Màu đỏ                                        | 625–740 nm                                    | 405–480 THz                                   | 1.65–2.00 eV                                  |

Màu được tạo từ một dải tần hẹp (ánh sáng đơn sắc) là những màu tinh khiết. Sự sặc sỡ nằm trên dải phổ chỉ là ước lượng, thực tế không có một ranh giới nào phân biệt giữa các loại màu với nhau.

## Phổ học

Khí quyển Trái Đất chặn một phần hoặc toàn bộ một số bức xạ điện từ, nhưng đối với ánh sáng nhìn thấy thì hầu hết là xuyên qua

Phổ học là ngành học nghiên cứu các vật thể dựa trên phổ màu mà chúng phát ra, hấp thụ, hoặc phản xạ. Phổ học là một công cụ khảo sát quan trọng trong thiên văn học, các nhà khoa học sử dụng công cụ này để phân tích đặc điểm của các vật thể ở xa. Đặc biệt, Typically, phổ học thiên văn sử dụng cách tử nhiễu xạ (diffraction grating) phân tán cao để quan sát phổ ở các độ phân giải phổ rất cao. Heli được phát hiện đầu tiên bắng cách phân tích phổ của Mặt Trời. Các nguyên tố hóa học có thể được nhận dạng trong các thiên thể bằng các đường phát xạ và đường hấp thụ.
Sự chuyển dịch các đường phổ có thể được sử dụng để đo đạc chuyển dịch Doppler (chuyển dịch đỏ hoặc chuyển dịch lam) của các vật thể ở xa.